# Caradrina zandi
Caradrina zandi is een vlinder uit de familie uilen (Noctuidae). De wetenschappelijke naam is voor het eerst geldig gepubliceerd in 1952 door Wiltshire.
De soort komt voor in Europa.